# 엡커 존데를란트
엡커 얀 존데를란트(네덜란드어: Epke Jan Zonderland, 1986년 4월 16일~)는 네덜란드의 전직 체조 선수이다. 2012년 하계 올림픽에서 남자 철봉 금메달을 획득했으며 세계 선수권 대회에서 금메달 3개, 은메달 3개를 획득했다.